# 鄧耀
鄧耀（1935年—），祖籍广东三水县（现佛山市三水区），是香港上市公司百麗國際創辦人，當過小鞋坊的學徒、皮鞋采購商，辦過鞋廠和鞋店，還成為香港知名的鞋款設計師。
2011年4月鄧耀曾中風入院，但很快鄧耀重掌百麗國際。在2013年福布斯香港富豪榜中，鄧耀及其家族以50億美元凈資產排名第10位。另外，他有「鞋王」的稱號。